# Фальстрём, Йохан
Йохан Питер Брауст Фалстрём (норв. Johan Fahlstrøm; 30 августа 1867, Тронхейм — 29 июля 1938, Балестранн) — норвежский актёр, театральный деятель.

## Биография

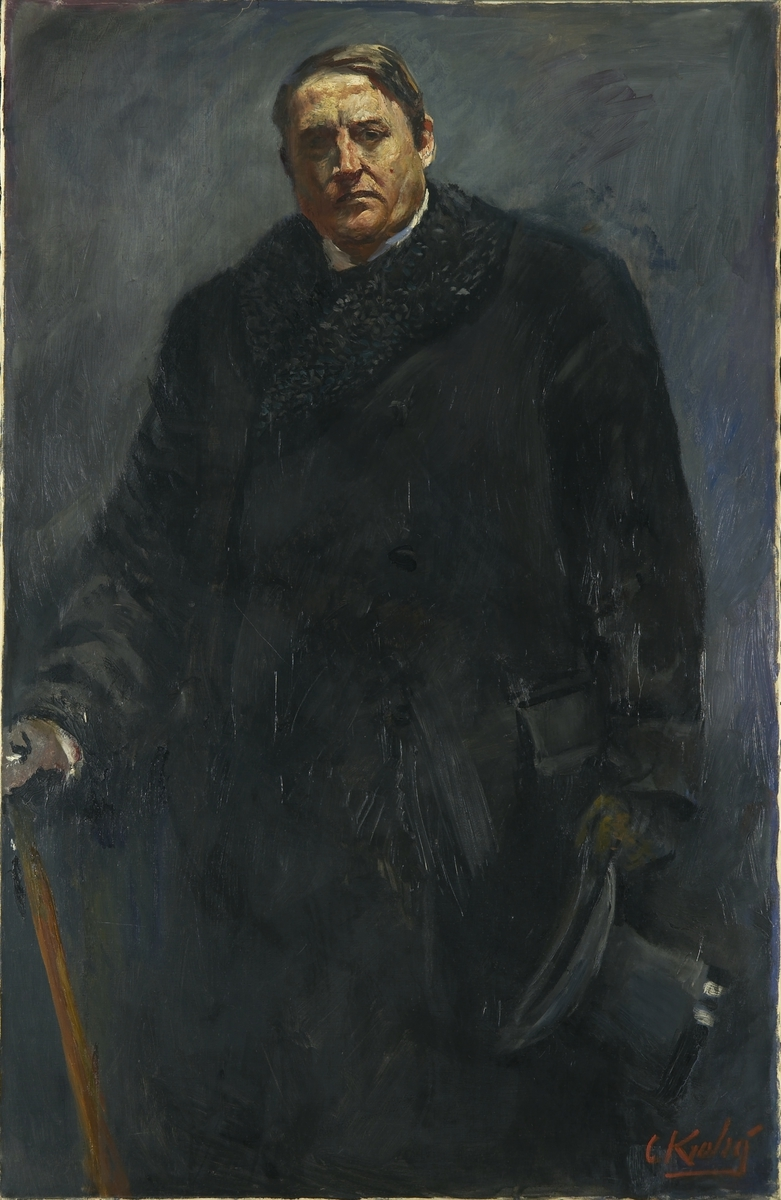
Худ. К. Крог. Портрет Й. Фалстрёма

В 1887 году дебютировал на сцене драматического театра в Христиании (ныне Осло) в пьеса Шекспира «Юлий Цезарь», в этом театре выступал до 1895 года. В 1899—1903 годах — в труппе Норвежского национального театра (Осло).
В 1897 году основал Центральный театр (Centralteatret) в Осло.
В 1903—1912 годах возглавлял основанный им «Театр Фальстрёма» (Fahlstrøms Theater, Христиания), ставший благодаря прогрессивной репертуарной политике и сильному актёрскому ансамблю одним из лучших театров страны.
После 1912 года периодически выступал в различных труппах.
В 1889 году женился на актрисе Альме Фальстрём, сестре Гарриет Босс, с которой имел единственного сына Арне Йонаса Фалстрёма, погибшего на «Титанике» в 1912 году. Поскольку у них больше не было детей, всё своё состояние они пожертвовали Норвежскому морскому спасательному обществу, которое использовало полученные средства для покупки спасательных лодок, названных в честь их сына.

## Творчество
Яркий хара́ктерный актёр, Й. Фальстрём создавал образы, отмеченные глубиной социально-психологического анализа, бытовой достоверностью и своеобразием духовного мира.
Й. Фалстрём также был художником и скульптором, его работы ныне представлены в Национальном музее искусства, архитектуры и дизайна в Осло.

## Избранные роли
- Крогстад, Сольнес («Кукольный дом», «Строитель Сольнес» Ибсена),
- Санг, Хольгер («Свыше наших сил» Бьёрнсона, чч. 1-я и 2-я),
- Торденскьольд (о. п. Булля),
- Сирано де Бержерак (Ростана),
- Лука («На дне» Горького) и др.